# Фомичёва, Ольга Георгиевна
Ольга Георгиевна Фомичёва-Москвитина (28 августа 1938 — 14 ноября 2014, Москва) — советская и российская актриса театра и кино, заслуженная артистка Российской Федерации (1994).

## Биография
В 1961 году окончила Школу-студию МХАТ (педагоги — О. Н. Ефремов, А. М. Карев).
По окончании курса была в числе пяти выпускников приглашена Ефремовым в Театр «Современник», где, в пору его создания и становления, служила почти десятилетие, и где ею были сыграны Нюра «В день свадьбы» В. Розова, Анна в «На дне» М. Горького и Варвара Гуляева — главная героиня «Без креста!» В. Тендрякова.

Ольга Фомичева успела очень удачно, ярко сыграть главные роли в спектаклях «Чудотворная» и «В день свадьбы». Ольга — настоящая русская трагическая актриса.— Людмила Иванова - Мой "Современник"
Затем служила в Московском драматическом театре им. Ермоловой.
С началом перестройки и смены репертуара «в духе времени», по словам А. Ф. Грушиной — «Фомичёва не смогла играть „это“ и предпочла уйти».
В дальнейшем полностью посвятила себя проведению литературно‑поэтических вечеров.
Автор и ведущая программ на радиостанции «Народное радио». В частности, подготовила и провела цикл передач «Гоголевские вечера», посвящённый Н. В. Гоголю и цикл «Страницы русской поэзии и прозы», посвящённый М. Цветаевой и И. Бунину.

28 вечеров подарила нам заслуженная артистка России О. Фомичёва. И каких вечеров! 28 передач… В них вмонтированы и биографические сведения, и отклики на произведения Николая Васильевича, и воспоминания современников, и главное — чрезвычайно искусно преподанное слово классика. Всё это сопровождается умело подобранной музыкой. Колоссальный труд!— Николай Коростелёв (профессор Медицинской академии им. И.М. Сеченова) - Искусство вести разговор // «Литературная Газета» за 8 февраля 2006
Скончалась 14 ноября 2014 года. Похоронена на Ваганьковском кладбище.

## Театральные работы
- Варвара («Без Христа» — Тендряков В. Ф.)
- Джози Хоген («Луна для пасынков судьбы» — О’Нил Ю.)
- Элинор («Лев зимой» — Голдмен Дж.)

## Фильмография
- 1992—1993 «Мелочи жизни» — Анна Степановна Кузнецова, мать Сергея и Кати, врач
- 1987 «Говори…» (фильм-спектакль) — участница событий
- 1983 «Ложь на длинных ногах» (фильм-спектакль) — Костанца, сестра Либеро[1]
- 1982 «На краю бездны» (фильм-спектакль) — Алиса[2]
- 1982 «Кафедра» (фильм-спектакль) — Ольга Ивановна Панченко
- 1979 «Ватага „Семь ветров“» (фильм-спектакль)
- 1978 «На новом месте» — эпизод
- 1978 «Мораль пани Дульской» (фильм-спектакль) — квартирантка, 1-я часть
- 1978 «Дуэнья» — Лауретта, служанка Инессы
- 1974 «Свадьба как свадьба» (фильм-спектакль) — тетя Ариадна, сестра матери невесты
- 1974 «Мегрэ и старая дама» (фильм-спектакль) — мать Розы[3]
- 1974 «Дарю тебе жизнь» (фильм-спектакль)
- 1972 «Легкий заработок» (фильм-спектакль)
- 1971 «Русалка» (фильм-спектакль)
- 1965 «Строится мост» — Шура Медведева[4]
- 1964 «Жили-были старик со старухой» — эпизод

## Семья
Муж: Александр Викторович Недоступ (род. 1939) — врач-кардиолог, доктор медицинских наук.